# Home rule aux États-Unis
Aux États-Unis, on entend par Home rule le pouvoir d'une partie constitutive d'un État américain d'exercer par délégation les pouvoirs de gouvernance qui lui sont conférés par le gouvernement de son État. Dans certains États, la constitution de l’État confère aux municipalités et/ou aux comtés la possibilité d’adopter des lois pour se gouverner comme elles ou ils le souhaitent, dans la mesure où ils respectent la constitution fédérale et celle de l’État ; on parle alors d'États de Home rule. Dans d’autres États, les autorités locales ne disposent que d'un pouvoir limité, acquis lors du vote de leurs statuts par le parlement de l’État. Dans ces États, une ville ou un comté doit obtenir l'autorisation du parlement de l'État s'il souhaite adopter une loi ou une ordonnance qui n'est pas expressément autorisée par la législation en vigueur.

## La règle de Dillon
La règle de Dillon fixe un principe historiquement contenu dans les gènes du système politique américain, mais formulé seulement en 1872 par le juge John Forrest Dillon : les États des États-Unis sont la source de toute légitimité légale. Les autorités locales n’étant pas définies dans la constitution américaine, les États ont commencé dès la fin du XVIIIe siècle à publier des chartes municipales afin d’en faire des « corporations municipales », c’est-à-dire des personnes morales reconnues officiellement. En l’absence d’une telle reconnaissance, les décisions des autorités locales devaient être validées par les législateurs de l’État.
Au fur et à mesure de la croissance des États-Unis en taille et en complexité, la distribution des pouvoirs entre les États et les autorités locales a fait l’objet de nombreuses interprétations et jugements.
La règle de Dillon a été confirmée par la Cour suprême des États-Unis en 1907 dans l'affaire « Hunter v. Pittsburgh », qui maintenait le pouvoir de la Pennsylvanie de fusionner la ville d'Allegheny dans la ville de Pittsburgh, malgré la volonté contraire de la majorité des habitants d'Allegheny. Cette règle permet aux gouvernements des États d’imposer toutes les restrictions qu'ils veulent à leurs municipalités (y compris leur fusion, leur contrôle direct ou leur abolition pure et simple), à condition que ces règles ne violent pas la constitution de l'État. Cependant, la règle de Dillon ne s'applique pas dans tous les États des États-Unis, parce que les constitutions de ces États prévoient des droits spécifiques pour les municipalités et les comtés. Ce sont ces États dont les constitutions autorisent d'entrée les comtés ou les municipalités à édicter des ordonnances qui sont réputées conférer le pouvoir du Home rule.

## Application de la règle de Dillon et du Home rule
Quarante des cinquante États des États-Unis appliquent la règle de Dillon afin de déterminer les limites de l'autorité légale d'un gouvernement municipal. La Ligue nationale des villes (en) identifie 31 États relevant de la règle de Dillon, 10 États relevant de la règle de base, 8 États n'appliquant la règle de Dillon qu'à certaines municipalités, et un État (la Floride) appliquant la Home rule à tout sauf à la fiscalité. Chaque État définit lui-même les pouvoirs qu’il accorde aux gouvernements locaux. Dans la sphère locale, l’État autorise le pouvoir discrétionnaire des autorités locales dans quatre domaines :
- « Structurel – le pouvoir de choisir sa forme de gouvernement, sa charte (ses statuts) et d'officialiser des révisions de cette charte,
- Fonctionnel – le pouvoir de s'autogouverner dans les grandes et les petites décisions,
- Fiscal – le pouvoir de décider des impôts, de fixer les taux d'imposition, d'emprunter et de mener toute autre activité financière,
- Personnel – le pouvoir de fixer la réglementation du travail, les taux salariaux, les conditions d'emploi et de négociation collective[5]. »

## Détail par État
Le tableau ci-dessous détaille quels États américains suivent le principe juridique de la règle de Dillon pour la détermination de l’autorité des gouvernements locaux..Un État figurant dans ce tableau avec une règle de rattachement «limitée» peut attribuer une règle de rattachement à des villes et municipalités particulières, mais ne dispose d'aucun amendement constitutionnel garantissant la règle de rattachement. Un État qui est à la fois un État de gouvernement local et un État de Dillon applique le règlement de Dillon à des affaires ou à des unités gouvernementales qui ne sont pas prises en compte dans la modification de la Constitution ou dans les lois qui prévoient un gouvernement local. 
Le district de Columbia a une forme limitée de Home rule accordée par le gouvernement fédéral; voir la règle de rattachement du district de Columbia pour plus de détails. 
| État                 | Home rule? | Règle de Dillon? | Remarques |
| -------------------- | ---------- | ---------------- | --- |
| Alabama              | Non        | Oui              | La règle de Dillon ne s'applique qu'aux comtés. |
| Alaska               | Oui        | Non              | |
| Arizona              | Oui        | Oui              | |
| Arkansas             | Limité     | Oui              | |
| Californie           | Oui        | Oui              | La règle de Dillon ne s'applique pas aux villes dotées d'une charte. |
| Caroline du Nord     | Limité     | Oui              | |
| Caroline du Sud      | Limité     | Non              | |
| Colorado             | Oui        | Oui              | |
| Connecticut          | Oui        | Oui              | |
| Dakota du Nord       | Oui        | Oui              | |
| Dakota du Sud        | Oui        | Oui              | |
| Delaware             | Non        | Oui              | |
| Floride              | oui        | Peu clair        | Des interprétations conflictuelles au regard de la règle de Dillon entre la constitution de 1968 et la Municipal Home Rules Power Act (MHRPA) de 1973. |
| Géorgie              | Oui        | Oui              | La Home rule est accordée par l'article IX de la Constitution. |
| Hawaï                | Oui        | Oui              | |
| Idaho                | Oui        | Oui              | |
| Illinois             | Oui        | Oui              | La règle de Dillon s'applique aux municipalités auxquelles la Home rule n'a pas été conférée individuellement. |
| Indiana              | Limité     | Oui              | La règle de Dillon s'applique seulement aux townships. |
| Iowa                 | Oui        | Non              | |
| Kansas               | Limité     | Oui              | La règle de Dillon ne s'applique pas aux villes ni aux comtés. |
| Kentucky             | Limité     | Oui              | |
| Louisiane            | Oui        | Oui              | La règle de Dillon s'applique seulement aux municipalités incorporées avant 1974. |
| Maine                | Oui        | Oui              | |
| Maryland             | Oui        | Oui              | |
| Massachusetts        | Oui        | Non              | |
| Michigan             | Oui        | Oui              | |
| Minnesota            | Oui        | Oui              | |
| Mississippi          | Non        | Oui              | |
| Missouri             | Oui        | Oui              | |
| Montana              | Oui        | Non              | |
| Nebraska             | Non        | Oui              | |
| Nevada               | Oui        | Non              | La loi instituant le Home rule a été cotée et a pris effet en juillet 2015. |
| New Hampshire        | Non        | Oui              | |
| New Jersey           | Oui        | Non              | |
| Nouveau-Mexique      | Non        | Non              | |
| New York             | Oui        | Oui              | |
| Ohio                 | Oui        | Non              | |
| Oklahoma             | Non        | Oui              | |
| Oregon               | Oui        | Non              | |
| Pennsylvanie         | Oui        | Oui              | |
| Rhode Island         | Oui        | Oui              | |
| Tennessee            | Oui        | Oui              | |
| Texas                | Limité     | Oui              | Les villes peuvent adopter la Home rule dès que leur population dépasse 5 000 habitants et que les électeurs adoptent une charte municipale (dont les dispositions ne peuvent être incompatibles ni avec la Constitution du Texas ni avec la loi générale) ; si la population tombe ensuite en dessous des 5 000 habitants, la charte reste en vigueur et peut être modifiée. En dehors de ce cas, les villes de moins de 5 000 habitants ne sont régies que par le droit commun. Les districts scolaires sont généralement régis par le droit général ; un district peut adopter une charte sur l'autonomie, mais aucun district n'a choisi de le faire. Les comtés et les "districts spéciaux" (autres entités gouvernementales spécialisées que les villes et les districts scolaires) sont régis uniquement par la loi générale et ne peuvent adopter le Home rule. |
| Utah                 | Limité     | Non              | |
| Vermont              | Non        | Oui              | |
| Virginie             | Non        | Oui              | |
| Virginie-Occidentale | Non*       | Non              | La règle de Dillon a été abolie par le Code municipal de 1969, §7, Article 1. *The state has conducted a home rule pilot program which is due to stop by the middle of 2019." |
| Washington           | Oui        | Oui              | |
| Wisconsin            | Limité     | Oui              | |
| Wyoming              | Non        | Oui              | |

## Voir également
- Home Rule
- Autorités locales aux États-Unis
- Corporation municipale